# William Lamb
William Lamb (n. 15 martie 1779, Londra – d. 24 noiembrie 1848, Brocket, Hertfordshire) a fost un politician britanic, prim ministru al Marii Britanii  în perioadele iulie-noiembrie 1834 și aprilie 1835-august 1841.

## Biografie
William Lamb s-a născut la 15 martie 1779, în familie aristocratică, fiul lui Peniston Lamb, 1st Viscount Melbourne (1751-1818) și Elizabeth Melbenck.
A făcut sudiile la Eton College, la Trinity College, Cambridge și la Universitatea din Glasgow.
În 1806 a fost ales membru al  Camerei Comunelor a Parlamentului Regatului Unit din partea Partidului Whig (vechea denumire a liberalilor britanici ). Din 1827 până în 1828 a fost Secretar pentru afacerile irlandeze. După moartea tatălui său în 1828, a moștenit titlul și calitatea de membru al  Camerei Lorzilor a Parlamentului Regatului Unit. În perioada războaielor napoleoniene, Lamb a fost căpitan (1803) și maior (1804) în Infanteria voluntară Hertfordshire. 

## Membru în Parlament
În 1816, Lamb a fost returnat pentru Peterborough de către William Fitzwilliam. A mărturisit lui Henry Vassall-Fox că a fost încredințat principiilor liberalilor (Whig) ale  revoluției glorioase.

## Secretar de stat: 1830-1834
Odată cu venirea la putere a liberalilor (Whig) în 1830, a ocupat funcția de Secretar de Stat în Guvernul Charles Grey. 

## Prim-ministru: 1834, 1835-1841
După ce Lordul Gray a demisionat din funcția de prim-ministru în iulie 1834, regele a fost forțat să numească un alt Whig (liberal) care să îl înlocuiască, deoarece conservatorii nu erau suficient de puternici pentru a susține un guvern. Melbourne a fost omul cel mai probabil să fie atât acceptabil pentru Rege și să țină partidul Whig împreună. Melbourne a ezitat după ce a primit de la Gray scrisoarea din partea regelui, care i-a cerut să-l viziteze pentru a discuta formarea unui guvern. Melbourne a crezut că nu se va bucura de munca suplimentară care a însoțit biroul de premier, dar el nu a vrut să-și lase prietenii și partidul. Potrivit lui Charles Greville, Melbourne ia spus secretarului său, Tom Young: „Cred că e o plictiseală. Sunt cu mintea întreagă cu privire la ce să fac”. Young a răspuns: „De ce, la naiba, o astfel de poziție nu a fost niciodată susținută de nici un grec sau roman: și dacă durează doar trei luni, merită să fii prim-ministru al Angliei”, la care Melbourne a spus: „Mă duc!”